# Colotois pennaria
Pour les articles homonymes, voir Phalène.
Espèce
La Phalène emplumée ou Himère-plume (Colotois pennaria) est une espèce de lépidoptères (papillons) de la famille des Geometridae.

## Distribution
Colotois pennaria est originaire d'Europe et d'Asie. Elle est notamment présente dans toute la France métropolitaine

## Liste des sous-espèces
Selon BioLib (7 novembre 2020) :
- Colotois pennaria paupera Hausmann, 1995
- Colotois pennaria pennaria (Linnaeus, 1761)

Selon Catalogue of Life (7 novembre 2020) :
- Colotois pennaria carbonii Hartig, 1976
- Colotois pennaria mauretanaria Stättermayer, 1930
- Colotois pennaria ussuriensis Bang-Haas, 1927

## Biologie
Plantes hôtes : feuillus divers.
Les imagos volent de septembre à novembre.

## Habitats
Espèce commune dans les forêts feuillues, lisières, haies, bosquets.